# Кристгау, Роберт
Ро́берт Кри́стгау (англ. Robert Christgau; 18 апреля 1942 года, Нью-Йорк) — американский публицист, музыкальный журналист, сам себя он называет «старейшина американских рок-критиков» (англ. Dean of American Rock Critics).
Будучи одним из первых профессиональных рок-критиков, Кристгау известен своими лаконичными рецензиями и ревью, публиковавшимися с 1969 года в его колонках «Гид покупателя» (англ. Consumer Guide). Он провёл 37 лет на посту музыкального редактора газеты The Village Voice, создав в этот период ежегодный опрос «Pazz & Jop».

## Ранняя жизнь
Роберт Кристгау родился и вырос в Нью-Йорке. В 1954 году он стал поклонником набирающего в те годы популярность рок-н-ролла, после того как в город переехал диск-жокей Алан Фрид. По окончании школы Кристгау поступил в Дартмутский колледж, переехав на четыре года из Нью-Йорка в Хановер, окончив его в 1962 году он получив высшее образование на факультете англистики. Хотя во время учёбы в колледже Кристгау проявлял больше интереса к джазу, вскоре после возвращения в Нью-Йорк он вновь переключил свой интерес на рок-музыку.

## Карьера
Кристгау начинал как автор рассказов, однако в 1964 году отказался от беллетристики, став спортивным обозревателем, а позже полицейским репортёром в газете Newark Star-Ledger. После того как он написал историю о смерти женщины в Нью-Джерси, которая была опубликована журналом New York Magazine, ему предложили стать внештатным автором издания. После этого он был приглашён в журнал Esquire вести музыкальную колонку, в которой начал публиковаться в начале 1967 года. В 1969 году, после закрытия колонки, Кристгау перешёл в газету The Village Voice, кроме того, он также работал в качестве профессора колледжа.
В начале 1972 года Кристгау устроился в штат газеты Newsday на должность музыкального критика. Однако, спустя два года, вернулся в The Village Voice на должность музыкального редактора. Кристгау проработал там до августа 2006 года, когда был уволен, вскоре после приобретения газеты медиахолдингом New Times Media. Два месяца спустя стал содействующим редактором в журнале Rolling Stone. В конце 2007 года был уволен из Rolling Stone, но продолжал писать для журнала ещё 3 месяца. В марте 2008 года приглашён в журнал Blender, где занимал должность «главного критика» на протяжении трёх номеров, после чего стал «пишущим редактором». Кристгау был постоянным сотрудником Blender, прежде чем вновь вернулся в Rolling Stone. Он продолжал писать для Blender вплоть до закрытия журнала в марте 2009 года.
Кристгау также публиковался в Playboy, Spin и Creem.
В ранние годы преподавал в Калифорнийском институте искусств. В 2005 году приглашён на должность профессора на факультет звукозаписи Клайва Дэйвиса в Нью-Йоркский университет.

## Гид покупателя
Кристгау наиболее известен благодаря своим колонкам «Гид покупателя» (англ. Consumer Guide), публиковавшимися начиная с 1969 года в газете The Village Voice с периодичностью раз в месяц, а также некоторый период в Newsday. В декабре 2006 года колонка стала выходить онлайн на портале англ. MSN Music, сначала раз в два месяца, а с июня 2007 года ежемесячно. В своём оригинальном формате «Гид покупателя» представлял собой короткие рецензии на альбомы (как правило 18—20 отдельных абзацев), каждый из которых получал рейтинг от А+ до E-. По мнению Джоди Розен: «Колонки Кристгау не похожи ни на что другое — компактные идеи и намёки, признания и обвинения из первых уст, высокоинтеллектуальные отсылки и сленг».
В 1990 году Кристгау изменил формат «Гида», который со временем стал состоять из 6—8 обзоров, классифицированных рейтингом не ниже «B+», одного обзора «Провал месяца» (англ. Dud of the Month), классифицированного рейтингом «В» или ниже, и ещё трёх списков: «Поощрительный отзыв» (рейтинг «B+», альбомы сочтённые не достойными полного обзора), «Выборочные треки» (отличные композиции из нерекомендуемых альбомов) и «Провальные треки» (англ. Dud) (с такой иконкой ). В течение нескольких лет публиковались две ежегодные колонки «Гида», отходившие от этого формата: «Охота на индюшек» (как правило, публиковалась в период дня Благодарения), которая состояла исключительно из рецензий классифицированных B или ниже, и «Облава рождественского сезона компиляций и переизданий», состоявшая из рецензий в основном классифицированных A или A+. Позднее обе колонки были упразднены.
Кристгау также использовал такие оценки, как «ни о чём» (обозначался хмурым смайликом, впоследствии — ), такой альбом может «произвести впечатление один или два раза хитрой консистенцией или привлекающим внимание одним — двумя треками. После чего — разонравится» и «выборочный трек» (обозначался таким символом ), который, как отмечалось выше, обозначает «хорошую песню из альбома, который не стоит вашего времени и денег».
Во время концертного альбома выпущенного под названием Take No Prisoners (1978), Лу Рид в грубой форме выразил своё отношение к музыкальным критикам перейдя к прямым нападкам на Роберта Кристгау и Джона Рокуэлла из The New York Times. Музыкант выразил свое возмущение Роберту Кристгау, заявив следующее: «Только представьте, вкалывать в течение грёбанного года и получить рейтинг B+ от какого-то ушлёпка из „The Village Voice“?».
Кристгау оценил этот альбом рейтингом C+, назвав запись комичной и подытожив в конце рецензии: «Я благодарен Лу, что он сумел произнести моё имя правильно».
Аналогичная нападка в адрес Кристгау содержалась в песне группы Sonic Youth «Kill Yr Idols» (в то время известной как «I Killed Christgau With My Big Fucking Dick»): «Я не знаю, почему / Вы хотите произвести впечатление на Кристгау / Ах, пусть это дерьмо умрёт / Найдите себе новые цели» (англ. «I don't know why / You wanna impress Christgau / Ah let that shit die / And find out the new goal»), на что Кристгау ответил: «Обожествление — это для рок-звёзд, даже для таких несостоявшейся рок-звёзд, как эти фригидные неформалы — критикам нужно лишь немного уважения. Поэтому — и пусть не покажется, что меня это особо задело — мне не польстило слышать своё имя, хотя оно и было произнесено правильно. Точно не в названии этой конкретной заглавной песни» (англ. Idolization is for rock stars, even rock stars manqué like these impotent bohos--critics just want a little respect. So if it's not too hypersensitive of me, I wasn't flattered to hear my name pronounced right, not on this particular title track).
1 июля 2010 года в предисловии к своей колонке «Гида покупателя», выпуск которого стал последним последним на портале MSN, Кристгау объявил:

«Если не случится чудо — что вряд ли произойдёт — это последний выпуск „Гида покупателя от Кристгау“, который, как сочло руководство MSN, больше не соответствует редакционным целям. Как правило, работа над „Гидом“ требовала семи дней в неделю на протяжении 41 года, которые я его вёл, и я благодарен MSN, за то, что они по достоинству оплачивали мою работу в течение тех трёх с половиной лет, пока я публиковал его у них. Но, хотя мне всегда нравилась эта работа, это всё же была работа, и я давно осознавал, что есть и другие вещи, которые я могу делать с помощью своих ушей. Поэтому, хотя у меня есть намерения идти в ногу с популярной музыкой по мере ее развития, быть менее энциклопедичным в этой сфере станет для меня некоторым облегчением, хотя и потерей тоже».
Оригинальный текст (англ.)«Barring miracles unlikely to ensue, this is the final edition of Christgau's Consumer Guide, which MSN has decided no longer suits its editorial purposes. The CG has generally required a seven-days-a-week time commitment over the 41 years I've written it, and I'm grateful to MSN for paying me what the work was worth over the three-and-a-half years I published it here. But though I always enjoyed the work, work it was, and I've long been aware there were other things I could be doing with my ears. So while I have every intention of keeping up with popular music as it evolves, being less encyclopedic about it will come as a relief as well as a loss»
— Роберт Кристгау. MSN, июль 2010

### Pazz & Jop
В 1971 году Кристгау создал ежегодный музыкальный опрос «Pazz & Jop». Результаты публиковались в одном из февральских номеров The Village Voice и содержали «Горячую десятку» списков, представленных музыкальными критиками со всей страны. На протяжении всей своей карьеры в газете, Кристгау сопровождал каждый такой опрос длинным эссе, в котором анализировал результаты и размышлял о музыкальных альбомах в целом, выпущенных за прошедший год. Впоследствии, несмотря на увольнение Кристгау руководство The Village Voice сохранило рубрику.

## Стиль и музыкальный вкус
Кристгау назвал Луи Армстронга, Телониуса Монка, Чака Берри, The Beatles и New York Dolls пятью его самыми любимыми музыкальными исполнителями всех времён.
Кристгау был одним из первых приверженцев хип-хопа, а также движения riot grrrl, среди музыкальных критиков. В 1980-е гг. он был ярым сторонником афро-попа, в связи с чем некоторые из его коллег начали относиться к нему с пренебрежением, так как из-за любви к этому жанру Кристгау стал проявлять мало интереса к более массовой американской и британской рок-музыке. Однако в 1990-х гг. он широко освещал инди-рок-движение.
Кристгау открыто признавал, что имеет собственные музыкальные предубеждения и в целом не испытает пиетета к таким жанрам, как хеви-метал, арт-рок, прогрессив-рок, блюграсс, госпел, ирландский фолк и джаз-фьюжн, тем не менее, по ходу своей карьеры, критик рекомендовал некоторые альбомы большинства из этих жанров.
В декабре 1980 года Кристгау спровоцировал недовольство среди читателей, когда в его колонке была напечатана эмоциональная реакция жены критика, Каролы Диббелл, на убийство Джона Леннона: «Почему это всегда Бобби Кеннеди или Джон Леннон? Почему не Ричард Никсон или Пол Маккартни?».
Американский журналист, писатель и музыкальный критик Джоди Розен описывает публикации Кристгау, как «зачастую выводящие из себя, однако, всегда подталкивающие к размышлению». Наряду с Полин Кейл он называет Кристгау одним из двух наиболее влиятельных американских критиков в массовой культуре второй половины XX века. По мнению Розена: «Все публикующиеся сегодня рок-критики, по крайней мере те, кто стремится к большему, нежели просто переписывать пресс-релизы, в некотором смысле „кристгауианцы“».

## Личная жизнь
- Супруга: Карола Диббелл (англ. Carola Dibbell)[14]
- Дочь: Нина Кристгау (англ. Nina Christgau)[14]

## Авторская классификация
| Рейтинг | Формулировка                                                |
| ------- | ----------------------------------------------------------- |
|         | * Нonorable mention — «Достойная упоминания»                |
|         | ** Нonorable mention — «Достойная упоминания»               |
|         | *** Нonorable mention — «Достойная упоминания»              |
|         | Neither — «Ни то, ни сё»                                    |
|         | Choice cut — «Выбор Кристгау» (Песня отмеченная редактором) |
|         | Dud — «Пустышка» (Неудачная запись)                         |
|         | Turkey — «Индюшка» (Провальная запись)                      |